# Chalus
Chalus é uma comuna francesa na região administrativa de Auvérnia-Ródano-Alpes, no departamento Puy-de-Dôme. Estende-se por uma área de 6,5 km². Em 2010 a comuna tinha 181 habitantes (densidade: 27,8 hab./km²).